# Исмаилов, Рустам Гаджиали оглы

Могила Рустама Исмаилова на Аллее почётного захоронения в Баку

Рустам Гаджиали оглы Исмаи́лов (азерб. Rüstəm Hacıəli oğlu İsmayılov; 1909—1972) — советский и азербайджанский хозяйственный деятель.

## Биография
Родился 1 июля 1909 года в Баку (ныне Азербайджан). В 1965—1967 годах — министр нефтеперерабатывающей и нефтехимической промышленности Азербайджанской ССР.
В 1967—1970 годах Президент АН Азербайджанской ССР.
Доктор технических наук (1961), профессор (1958). Академик АН Азербайджанской ССР (1962).
Член ВКП(б) с 1941 года. Депутат Верховного Совета Азербайджанской ССР (2, 3, 6 и 7 созывов), делегат XXIII съезда КПСС.
Умер 1 июня 1972 года. Похоронен в Баку на Аллее почётного захоронения.

## Основная научная деятельность
Основные научные труды Исмаилова относятся к нефтехимии и технологии переработке нефти. Большие заслуги в усовершенствовании технологии термического крекинга нефтеперерабатывающей промышленности Республики. Он один из инициаторов процессов нефтехимического синтеза в республике, в том числе развитии большой химии в промышленном районе Сумгаита.
Под его непосредственным руководством были проведены важные работы по реконструкции Бакинских сооружений термического крекинга, исследованию каталитического ароматизирования низкооктановых бензино-лигроиновых фракций, усовершенствованию технологии пиролиза сырой нефти.
Создание базы углеводородного сырья для развития нефтехимической промышленности республики связано с именем Исмаилова. Является автором 120 научных трудов, в том числе 7 монографий.

## Награды и премии
- Герой Социалистического Труда (1948).
- пять орденов Ленина
- орден «Знак Почёта»
- медали
- Сталинская премия третьей степени (1948) — за коренное усовершенствование промышленных методов переработки нефти
- заслуженный деятель науки Азербайджанской ССР (1964),